# Porta rapida
Una porta rapida è un tipo di porta che risulta accelerata da un sistema di avvolgimento verticale che riduce notevolmente l'ingombro del manto della stessa. 
L'utilizzo di tale applicazione è prevalentemente adoperato da industrie che necessitano di movimentazione accelerata tra il passaggio da un'ambientazione ad un'altra.
La porta rapida è talvolta chiamata porta in pvc in quanto è formata prevalentemente da tale materiale per tutta la superficie del vano. Il pvc risulta flessibile all'avvolgimento nel carter traversa che è usualmente posizionato nella parte alta del vano.

## Tipologie
Diverse sono le tipologia di porte rapide in pvc:
- generica o automazione industriale: porta in grado di comunicare in maniera indipendente, tramite comandi conferiti in programmazione.
- per il freddo: porta in grado di resistere a condizioni di freddo estremo e che aiuta a ridurre dispersioni di calore durante la movimentazione dei carrelli;
- a misura: molte volte vengono studiate appositamente al fine di raggiungere la possibilità di ermeticità superficiale per singolo caso studio;
- per industria farmaceutica: porta che combatte l'entrata di microbi nelle sale operatorie o simili.

## Dimensioni e caratteristiche
Le dimensioni più comuni sono 3x3m ma possono arrivare anche fino a 50m di larghezza o più. Le porte rapide industriali hanno bisogno di innestarsi nei vani più complicati e molte volte richiedono la necessità di un rilievo approfondito per ogni singola posizione di cantiere. Queste porte possono essere strutturate in acciaio inox, acciaio zincato o verniciate del colore che più si abbina agli elementi del contesto. Caratteristica che distingue queste porte è proprio molte volte il colore del manto e della struttura. Aziende produttrici di tali congegni hanno industrializzato e standardizzato alcuni colori come scelta per effetto marketing di riconoscimento brand.

## Vantaggi
I vantaggi sono molteplici:
- velocità di passaggio;
- versatilità di utilizzo derivata dal controllo elettronico;
- ingombro quasi ridotto;
- personalizzazione estetica.

Per certe ambientazioni più critiche, la normativa ha previsto che i teli in pvc avessero certi tipi di garanzia ignifuga, strappo (lacerazione) e all'urto.